# Mannagettaea
Mannagettaea es un género de plantas sin clorofila, perenne, parásita, de la familia de las Orobancáceas. Comprende 4 especies descritas y de estas, solo 2 aceptadas.

## Taxonomía
El género fue descrito por Karl August Harald Smith y publicado en Acta Horti Gothoburgensis 8(6): 135. 1933.    La especie tipo es:  Mannagettaea labiata Harry Sm.	

## Especies aceptadas
A continuación se brinda un listado de las especies del género Mannagettaea  aceptadas hasta mayo de 2014, ordenadas alfabéticamente. Para cada una se indica el nombre binomial seguido del autor, abreviado según las convenciones y usos: 
- Mannagettaea hummelii Harry Sm.
- Mannagettaea labiata Harry Sm.